# Hugo Ruuth
Hugo Ruuth, född 7 januari 1856 i Rutvik, Nederluleå socken, död 11 juni 1905 i Östersund, var en svensk civilingenjör, lantmätare och tecknare.
Han var son till lantmätaren Lars Ruuth och Helena Vikberg och från 1888 gift med Ellen Theresia Lilliecrona samt far till Greta Ruuth. Han blev efter lantmäteriutbildning och examen från Kungliga Tekniska högskolan i Stockholm slutligen förste lantmätare i Jämtlands län. Han omtalades under sin livstid som en på sitt område framstående man, han medverkade bland annat som lantmätare 1882–1883 vid byggandet av vissa delar av den franska statens järnvägssträckor. Han var en uppskattad skämttecknare och utförde under sin studietid ett stort antal teckningar för teknologernas publikation Blandaren. 